# Istanbul (Spiel)
Istanbul ist ein Brettspiel aus dem Verlag Pegasus Spiele. Ziel des Spiels ist es, durch geschicktes Platzieren von Spielsteinen (Kaufmann, Gehilfen) auf verschiedenen Orten des Spielbretts Geld (Lira) und Waren zu erwirtschaften, die schließlich gegen Rubine eingetauscht werden. Je nach Anzahl der Mitspieler gewinnt der Spieler, der als erster eine bestimmte Anzahl an Rubinen sammeln konnte.

## Spielablauf
Jeder Spieler verfügt zu Beginn des Spieles über fünf Spielsteine (einen Kaufmann und vier Gehilfen).

### Bewegungs- und Aktionsphasen
Jeder Spielzug setzt sich aus maximal vier Abschnitten zusammen:

#### Bewegung
Der Spieler, der an der Reihe ist, bewegt seinen Kaufmann samt Gehilfen von seinem aktuellen Ort auf dem Spielfeld zu einem Ort, der maximal zwei Schritte entfernt ist, wobei diagonale Züge nicht erlaubt sind. Möchte der Spieler am neuen Ort die jeweilige Aktion durchführen, legt er einen seiner mitgeführten Gehilfen neben seinem Gehilfenstapel ab und hinterlässt ihn an diesem Ort. Sollte sich bereits ein Gehilfe am Zielort befinden, nimmt der Spieler diesen wieder in seinen Gehilfenstapel auf. In beiden Fällen kann er nun die am Ort verfügbare Aktion ausführen. Kann der Spieler weder einen Gehilfen hinterlassen noch aufnehmen, endet sein Zug sofort.

#### Begegnung
Befinden sich am Zielort bereits ein oder mehrere Kaufleute oder Kompagnons anderer Mitspieler, muss der Spieler, der an der Reihe ist, zwei Lira für jede dieser Figuren an diesen bzw. diese Mitspieler zahlen. Ist ihm dies nicht möglich, endet sein Spielzug. Ausgenommen von dieser Regelung ist der Ort „Brunnen“.

#### Aktion
Jeder Ort bietet die Möglichkeit, eine bestimmte Aktion auszuführen. Diese Aktionen reichen u. a. vom Auffüllen des durch einen Handkarren symbolisierten Vorrats mit Waren (Tuch, Obst, Gewürze) über den Tausch von Waren gegen Lira oder Edelsteine bis hin zum Erwerb von Handkarren-Erweiterungen.

#### Begegnungen mit anderen Spielfiguren
Neben den Kaufleuten und Gehilfen anderer Mitspieler befinden sich noch drei weitere Arten von Spielfiguren auf dem Spielfeld.
„Familienmitglieder“ sind Spielfiguren, die zwar der jeweiligen Spielfarbe der anderen Mitspieler zugeordnet sind, jedoch vom jeweiligen Spieler nicht aktiv gezogen werden können. Dennoch können sie beim Versetzen an andere Orte die jeweilige Aktion auslösen. Befindet sich ein Familienmitglied an einem Ort, auf den ein Spieler einer anderen Farbe zieht, wird dieses in die „Polizeiwache“ versetzt; der Spieler wählt als Belohnung entweder eine Bonuskarte oder drei Lira aus dem Spielvorrat.

##### Zylinder
Es existieren zwei zylinderförmige Figuren (in den Erweiterungen noch zwei weitere). Begegnet ein Spieler einer oder mehreren dieser Figuren, so darf er deren Aktionen ausführen. Wird die Aktion der Figur ausgeführt, so wird diese an einen ausgewürfelten Ort versetzt. Es gibt folgende zylinderförmige Figuren:
- Schmuggler (schwarz): Der Spieler darf eine Ware für 2 Lira kaufen oder eine Ware gegen eine andere Ware tauschen.
- Gouverneur (violett): Der Spieler zieht eine Bonuskarte. Er wirft sie entweder wieder ab, oder er gibt 2 Lira oder eine andere Bonuskarte ab, um die gezogene Karte zu behalten.
- Kaffeehändler (braun; Erweiterung Mokka & Bakschisch"): Der Spieler darf einen Kaffee für 2 Lira kaufen, oder eine Ware gegen einen Kaffee tauschen.
- Kurier (grau; Erweiterung "Brief & Siegel"): Der Spieler zieht einen Brief. Er wirft ihn entweder wieder ab, oder er gibt 2 Lira oder einen anderen Brief ab, um den gezogenen Brief zu behalten.

### Spielende
Sobald der erste Spieler fünf Rubine gesammelt hat, wird die aktuelle Runde zu Ende gespielt. Bei zwei Spielern erhöht sich die Anzahl der für den Sieg notwendigen Rubine auf sechs. Alle Spieler haben in ihren Zügen noch die Möglichkeit, ihre Bonuskarten auszuspielen. Bei Gleichstand unter den Spielern werden die Geldvorräte, Anzahl der Waren und Anzahl der Bonuskarten zur Ermittlung des Siegers herangezogen.

## Spielfeld

### Ortskarten
Das Spielfeld unterteilt sich in 16 Orte, an denen jeweils unterschiedliche Aktionen ausgeführt werden können.
Wagnerei
Gegen eine Zahlung von sieben Lira darf der Spieler, der an der Reihe ist, seinen Handkarren so erweitern, dass er nun pro Warenkategorie eine zusätzliche Ware in seinem Handkarren mitführen darf. Jeder Spieler kann seinen Handkarren auf diese Weise bis zu drei Mal erweitern. Hat er die dritte Erweiterung erworben, erhält der Spieler einen Rubin und legt ihn in seinen Handkarren ab.
Warenlager
In den drei Warenlagern können die Spieler ihren Vorrat an Tuch, Gewürzen oder Obst bis zum maximalen Fassungsvermögen (Grundwert: 2) ihres Handkarrens auffüllen. Erweiterungen der Handkarren können in der Wagnerei erworben werden, sodass im weiteren Spielverlauf bis zu fünf Waren des jeweiligen Lagers eingesammelt werden können.
Postamt
Auf dem Postamt sind unterschiedliche Kombinationen an Waren und Lira verfügbar, die der Spieler, der hier eine Aktion ausführt, kostenlos aufnehmen kann. Anschließend wird die Kombination durch das Verschieben von Anzeige-Spielsteinen verändert, sodass dem nächsten Spieler eine andere Kombination an Waren und Lira angeboten wird.
Karawanserei
Der Spieler, der auf dem Feld „Karawanserei“ landet, kann zwei Bonuskarten aufnehmen, von denen er sich für eine entscheidet und diese auf der Hand behält. Die andere Karte legt er ab. Wird mit der Erweiterung "Mokka & Bakschisch" gespielt, erhält der Spieler außerdem einen Kaffee.
Als Variante gibt es das Karawanenführer-Plättchen. Es gehört immer dem Spieler, der die Karawanserei zuletzt besucht hat. Führt dieser Spieler die Karawanserei-Aktion erneut aus, so darf er beide gezogenen Bonuskarten behalten.
Brunnen
Landet ein Spieler auf diesem Feld, sammeln sich sofort alle seiner auf dem Spielfeld verteilten Gehilfen unter seinem Kaufmann. Begegnungen mit Kaufleuten anderer Spieler kosten ihm hier keine Strafzahlung.
Schwarzmarkt
Zusätzlich zur freien Wahl einer Ware, kann der Spieler, der an der Reihe ist, einen Wurf mit zwei Würfeln durchführen. Je nach Wurfergebnis darf er bis zu drei Waren „Schmuck“ in seinen Handkarren aufnehmen.
Teestube
Der Spieler sagt zunächst eine Zahl zwischen 3 und 12 an und wirft anschließend mit beiden Würfeln. Ist das Wurfergebnis gleich oder höher der angesagten Zahl, wird ihm diese in Lira ausgezahlt. Liegt das Ergebnis unter dieser Zahl, erhält der Spieler zwei Lira.
Kleiner und großer Markt
Auf dem Feld des kleinen und großen Marktes befinden sich Spielplättchen mit unterschiedlichen Warenkombinationen. Der Spieler kann nun entscheiden, welche der auf dem Plättchen angezeigten Waren er auf dem Markt verkaufen möchte. Dabei steht es ihm offen, ob er nur eine oder alle fünf der angezeigten Waren veräußern möchte. Je mehr Waren er verkauft, desto mehr Lira erhält er im Gegenzug. Der kleine und große Markt unterscheiden sich in der Seltenheit der gefragten Waren und dem höheren Erlös an letzterem. Nach dem Verkauf wird das Spielplättchen unter den Stapel verschoben, sodass beim nächsten Besuch auf dem jeweiligen Markt eine andere Nachfrage herrscht.
Polizeiwache
Befindet sich hier ein Familienmitglied der eigenen Farbe, kann dieses an einen beliebigen Zielort geschickt werden, wo es nun die jeweilige Aktion ausführen kann. Die Zugbeschränkung von maximal zwei Schritten, die für Kaufleute und Gehilfen besteht, findet hierbei genauso wie die Regelung zu Begegnungen mit anderen Kaufleuten keine Anwendung.
Sultanspalast
Am Sultanspalast kann der Spieler, der an der Reihe ist, sich durch die Abgabe der angezeigten Waren einen Rubin aufnehmen. Durch jede Aufnahme eines Rubins wird ein weiteres Warenanzeige-Feld aufgedeckt, sodass der nächste Spieler nun zusätzlich zu den bisher geforderten Waren eine weitere Ware abgeben muss.
Kleine und große Moschee
An der kleinen und großen Moschee befinden sich Spielplättchen, die dem Besitzer verschiedene Boni bieten, die ihm einen Vorteil im Spiel verschaffen. So kann er sich z. B. einen fünften Gehilfen unter seinen Kaufmann stellen, einmal pro Zug gegen eine Zahlung von zwei Lira einen Gehilfen zu sich rufen, an Warenlagern gegen eine Zahlung von zwei Lira eine beliebige zusätzliche Ware nehmen oder auf dem Schwarzmarkt und in der Teestube seinen Würfelwurf verändern.
Der Spieler muss hierbei die auf dem jeweiligen Spielplättchen angezeigten Waren besitzen und hiervon eine abgeben. Der nächste Spieler, der einen der angebotenen Boni erwerben möchte, muss nun eine zusätzliche Ware abgeben.
Sowohl an der kleinen als auch an der großen Moschee sind jeweils zwei verschiedene Boni verfügbar. Verfügt ein Spieler über beide Boni der jeweiligen Moschee, erhält er einen Rubin.
Edelsteinhändler
Gegen die Zahlung des angezeigten Betrags erwirbt der Spieler, der an der Reihe ist, einen Rubin. Durch jede Aufnahme eines Rubins wird, wie beim Sultanspalast, ein weiteres Anzeigefeld aufgedeckt, sodass der nächste Spieler nun einen höheren Betrag zahlen muss, um einen Rubin zu erwerben.

### Bonuskarten
Bonuskarten verschaffen dem Spieler, der an der Reihe ist, einen vorübergehenden Vorteil im Spiel. So kann er sich z. B. eine beliebige Ware oder Lira aus dem Vorrat nehmen, an bestimmten Orten eine Aktion ein weiteres Mal ausführen, entgegen den Grundregeln eine Bewegung nicht ausführen, eine Bewegung anstatt um 1–2 Schritte nun um 3–4 Schritte ausführen, einen Gehilfen zu sich rufen oder am kleinen Markt anstatt der nachgefragten Waren beliebige Waren verkaufen.

## Varianten
Alternativ zum in den Grundregeln aufgeführten Spielfeldaufbau nennt der Autor einige Varianten für Startaufstellungen, die sich auf den Schwierigkeitsgrad, das taktische Vorgehen und die Spielzeit auswirken. So können die einzelnen Orte so angeordnet werden, dass die Spieler längere Wege zurückzulegen haben, da gut zu kombinierende Ort nun weiter voneinander entfernt sind. Auch eine zufällige Anordnung der Orte ist möglich, wobei jedoch einzelne Grundprinzipien zu berücksichtigen sind.

## Erweiterungen

### Mokka & Bakschisch
In der ersten Erweiterung kommt die Resource Kaffee (kleine Kaffeesäcke aus braunem Holz) dazu, mit der man bestimmte Aktionen bezahlen und Rubine erwerben kann. Tavernen-Plättchen geben dauerhafte Vorteile, wie man es von den Moschee-Plättchen her kennt. Eine Sperre aus braunem Holz verhindert den Übergang zwischen den Orten zwischen denen sie liegt. Nur der Besitzer eines Sonderplättchens darf darüber steigen. Gildenkarten ermöglichen neue Spielzüge.
Insgesamt kommen vier neue Orte hinzu:
- Kaffeerösterei: Hier kann man Geld, Waren und Gilden-/Bonuskarten gegen Kaffee eintauschen.
- Gildenhalle: Man darf sich einen Kaffee und eine neue Gildenkarte nehmen. (Das Ausspielen einer Gildenkarte ersetzt einen kompletten Spielzug)
- Taverne: Gibt man auf diesem Feld eine entsprechende Menge an Kaffee ab, dann kann man die Sperre versetzen, ein Tavernen-Plättchen nehmen oder einen Rubin erhalten.
- Kaffeehaus: Gegen eine steigende Anzahl an Kaffeesäcken erhält man hier Rubine.

### Brief & Siegel
In der zweiten Erweiterung wird das Überbringen von Botschaften belohnt. Somit gibt es wieder neue Wege an die heiß begehrten Rubine zu kommen oder auch Doppelzüge auszuführen. Der Kompagnon ist eine eigene Spielfigur, mit der man statt des eigenen Kaufmanns Spielzüge an andere Stelle auf der Karte durchführen kann.
Insgesamt kommen fünf neue Orte hinzu:
- Botschaft: Hier erhält man zwei neue Briefe.
- Kiosk: Neue Kiosk-Plättchen liegen hier bereit. Alle Spieler erhalten hier eine Bonus-Aktion, aber der Spieler, der an der Reihe ist, führt seine zuerst aus.
- Auktionshaus: Man erhält eine Ware und versteigert dann zwei Aktionskarten an den Höchstbietenden.
- Geheimbund: Hier kann man Briefe gegen Rubine eintauschen. Die ersten drei Spieler, die diese Aktion ausführen, erhalten zusätzlich geringe Geldbeträge.
- Katakomben: Man erhält eine beliebige Ware und kann eine seiner Spielfiguren kostenlos versetzen.

Jeder Brief zeigt ein Siegel und die Nummer eines Ortes. Besucht ein Spieler diesen Ort (Kaufmann oder Kompagnon), so hat er den Brief ausgetragen und dreht den Brief um, sodass dieser nun zwei Siegel zeigt. Gegen Abgabe von Briefen mit 3 oder 4 Siegeln ist ein Doppelzug möglich.

### Der große Basar
Diese Spielvariante benötigt beide Erweiterungen gleichzeitig und gilt als besonders anspruchsvoll. Es werden alle 25 Orte verwendet; der Spielaufbau kann (bis auf wenige Einschränkungen) beliebig erfolgen.

## Auszeichnungen
- Kennerspiel des Jahres 2014